# Vlekborstmiervogel
De vlekborstmiervogel (Hylophylax naevioides) is een zangvogel uit de familie Thamnophilidae (miervogels).

## Verspreiding en leefgebied
Deze soort komt voor van Honduras tot Ecuador en telt twee ondersoorten:
- H. n. capnitis: van oostelijk Honduras tot westelijk Panama.
- H. n. naevioides: van oostelijk Panama tot westelijk Ecuador.

## Status
De grootte van de populatie is niet gekwantificeerd maar de soort wordt omschreven als vrij algemeen. Op de Rode lijst van de IUCN heeft deze soort de status niet bedreigd.